# NGC 806
NGC 806 est une galaxie spirale située dans la constellation de la Baleine. NGC 806 a été découverte par l'astronome américain Lewis Swift en 1886.

## Caractéristiques
Sa vitesse par rapport au fond diffus cosmologique est de 3 686 ± 20 km/s, ce qui correspond à une distance de Hubble de 54,4 ± 3,8 Mpc (∼177 millions d'al).
À ce jour, une mesure non basée sur le décalage vers le rouge (redshift) donne une distance d'environ 27,900 Mpc (∼91 millions d'al). Cette valeur est loin à l'extérieur des valeurs de la distance de Hubble. Notons cependant que c'est avec la valeur moyenne des mesures indépendantes, lorsqu'elles existent, que la base de données NASA/IPAC calcule le diamètre d'une galaxie.
La classe de luminosité de NGC 806 est III-IV et elle présente une large raie HI. Elle renferme également des régions d'hydrogène ionisé.

## Paire de galaxies
NGC 806 et PGC 3100716 forment une paire de galaxies en interaction gravitationnelle. Ces deux galaxies sont soit en collision ou sont le résultat d'une collision. La galaxie PGC 3100716 est aussi appelée NGC 806-2 et elle est aussi désignée sous le nom de SHOC 103 sur la base de données NASA/IPAC.